# 萨特作品列表
以下为让-保罗·萨特作品：
- 《想象：心理批判》（L'imagination），1936年
- 《自我的超越》（La Transcendance de l'Ego），1937年
- 《恶心》（ La nausée），1938年
- 《墙》（Le Mur），1939年
- （1939年）
- 《想象的现象心理学》（L'Imaginaire），1940年
- 《巴理奥纳》（Baronia），1940年
- 《苍蝇》（Les mouches），1943年
- 《存在与虚无》（L'être et le néant: esquisse d'ontologie phénomènologique），1943年
- 《隔离审讯》（Huis clos），1944年
- 《自由之路》（Les chemins de la liberté），1945年
  - 《不惑之年》（L'âge de raison）
  - 《缓期执行》（Le sursis）
  - 《痛心疾首》（La mort dans l'âme）
- 《存在主义是一种人道主义》（L'existentialisme est un humanisme），1946年
- 《死无葬身之地》（Morts sans sépulture），1946年
- （1946年）
- 《恭顺的》（La putain respectueuse），1946年
- 《波德莱尔》（Baudelaire），1946年
- （1947年）
- （1947年）
- 《什么是文学？》（Qu'est-ce que la littérature?），1948年
- 《肮脏的手》（Les Mains Sales），1948年
- （1948年）
- （1948年）
- （1949年）
- （1949年）
- 《魔鬼与上帝》（Le Diable et le Bon Dieu），1951年
- 《让热内：戏子与殉道者》（Saint Genet, comédien et martyr），1952年
- （1953年）
- 《凯恩》（Kean），1954年
- 《涅克拉索夫》（Nékrassov），1955年
- 《阿尔托纳的隐居者》（Les Séquestrés d'Altona），1959年
- 《辩证理性批判I》（Critique de la raison dialectique,tome I, sous titre 'Théorie des ensembles pratiques', précédé de Question de méthode），1960年
- 《文字生涯》（Les Mots），1963年
- （1964年）
- （1964年）
- （1964年）
- （1965年）
- （1965年）
- （1971年-1972年）
- （1972年）
- （1972年）
- （1973年）
- （1974年）
- （1976年）

## 遺作
- （1981年）
- （1983年）
- （1983年）
- （1983年）
- （1984年）
- 《辩证理性批判II》（Critique de la raison dialectique, tome II, sous titre : 'l'intelligibilité de l'histoire'），1985年

## 在台灣的出版
- 沙特/著，劉載福/譯，《沙特論》，台中市：普天，1968年。
- 譚逸/譯，《沙特自傳》，台北市：志文，1970、1987年。
- 不著譯者，《伊樂斯特拉上士》，台北市：十月，1969年。
- 鄭臻、梁秉鈞/譯，《當代法國短篇小說選》，台北市：晨鐘，1970年。
- 何欣/主編，《從存在主義觀點論文學》，台北市：環宇，1971年。
- 瞿立恒等人/譯，《存在主義論集》，台北市：十月出版社，1971年。
- 張靜二/譯，《沙特隨筆》，台北市：志文出版，1980年。
- 張靜二/譯，《沙特隨筆：一九六四年諾貝爾文學獎得主》，台北市：志文出版，1995年。
- 張靜二/譯，《沙特隨筆》，台北市：志文出版，1999年。
- 顏元叔/主編，《沙托戲劇選集：蠅、無路可出、可敬的娼妓》，台北市：驚聲文物，1970年。
- 陳映真/編，《阿息涅的國王、嘔吐、牆》，台北市：遠景，1981年。
- 陳惠美/譯，《沙托戲劇選集》，台北市：驚聲文物供應公司出版，1982年。
- 陳鼓應 等/譯，《沙特小說選》，台北市：志文，1988年、1991年。